# Stecken (Einheit)
Der Stecken war ein Volumenmaß für Brennholz. Er war im Großherzogtum Hessen und in der Freien Stadt Frankfurt gebräuchlich. Das Maß konnte in Halbe und Viertel unterteilt werden. Eingeführt wurde es 1821.
Der Frankfurter Stecken war ein eisenbeschlagener quadratischer Holzrahmen von 3,554 Werkschuh Kantenlänge. Bei der üblichen Scheitlänge von 3 Werkschuh ergab sich ein Volumen von 37,893 Kubikschuh oder 0,8736 Ster. 2 Stecken bildeten ein Gilbert, die übliche Handelsmenge. Beim Tannenschnittholz für die Bäcker wurden ausnahmsweise 3 Stecken anstatt der üblichen 2 als ein Gilbert gerechnet. Je nachdem, ob der Holzhandel am Mainufer oder am Holzmagazin erfolgte, war es üblich, dem gemessenen Stecken noch einige Zugabe-Scheiter beizufügen, nämlich 2 im Magazin oder 7 am Mainufer. Der Main-Gilbert unterschied sich somit vom Magazin-Gilbert.
In gewissen, nicht näher erläuterten Fällen, wurde anstelle des Frankfurter Steckens beim Holzhandel am Mainufer der Mainzer Stecken genutzt. Er war nach dem alten Aschaffenburger Maß gefertigt und enthielt 82,742 Frankfurter Kubikwerkschuh oder 1,908 Ster.
Im Frankfurter Stadtwald wurde nicht mit dem Stecken gemessen, sondern mit dem Klafter. Ein Brennholzklafter für den Holzverkauf im Wald hatte 126 Kubikwerkschuh oder 2,905 Ster, während für das Besoldungsholz ein Klafter von 156 Kubikwerkschuh (3,597 Ster) genutzt wurde. Jeweils 4 Klafter bildeten einen Stoß, sowohl für den Handelsklafter als auch für den Besoldungsklafter. Das Forstamts-Holzmagazin verwendete einen eigenen Klafter, der 112,578 Kubikschuh maß oder ziemlich genau 3 Stecken (2,595 Ster).
In Darmstadt galt:
- 1 Stecken = 100 Kubikfuß, mit der Scheitlänge 40 oder 50 Zoll = 1,5625 Steren
- 1 Ster = 0,64 Stecken, also 64 Stecken = 100  Steren (franz.)
- 1 Stecken Holzmaß = 3,554 Schuh breit und hoch, während die Scheitlänge 3 Fuß betrug mit einer Zugabe, die in städtischen Holzlagern 2, sonst 6 Scheite ausmachte.

Mainzer Stecken
- 1 Mainzer Stecken = 82,742 Kubik-Werkschuh = 1,908 Stere, Bedingung dieses Steckens war 20,48 Quadrat-Werkschuh, die Scheitlänge = 4,041 Werkschuh

Vergleiche:
- 24 Frankfurter Stecken = 11 Mainzer Stecken
- 22 Frankfurter Stecken = 13 Darmstädter Stecken
- 18 Frankfurter Stecken = 5 bayrische Klafter
- 18 Mainzer Stecken = 11 bayrische Klafter